# Содружество христианских советов Южной Африки
Содружество христианских советов Южной Африки (англ. Fellowship of Christian Councils in Southern Africa, FOCCISA) — международная африканская экуменическая организация. 

## История
Содружество основано в 1980 году как Сообщество христианских советов Восточной и Южной Африки (англ. Fellowship of Christian Councils in East and Southern Africa) и сменило название на нынешнее в 1999 году, избрав председателем генерального секретаря Совета церквей Ботсваны Дэвида Модиегу. 

## Концепция
Содружество провозглашает цель: «дать возможность христианским советам в субрегионе объединить свои ресурсы и энергию» и является членом Всемирного совета церквей. Среди проектов содружества — способствование примирению в Мозамбике, помощь малому предпринимательству в Южной Африке и поддержка прав женщин региона. Созданная содружеством Экономическая правовая сеть (англ. Economic Justice Network of FOCCISA) стала одной из наиболее влиятельных экуменических организаций региона. 

## Членство
Членами FOCCISA являются:
- Совет церквей Ботсваны
- Христианский совет Лесото
- Христианский совет Мозамбика
- Христианский совет Танзании
- Совет христианских церквей Анголы
- Совет церквей Намибии
- Совет церквей Замбии
- Совет церквей Свазиленда
- Совет церквей Малави
- Национальный совет церквей Кении
- Южноафриканский совет церквей
- Совет церквей Зимбабве

## Внешние ссылки
- Сеть экономической справедливости Содружества христианских советов Южной Африки
- Содружество христианских советов Южной Африки на сайте Всемирного совета церквей